# Жуковцы (Винницкая область)
Жуковцы (укр. Жуківці) — село в Жмеринском районе Винницкой области Украины.
Код КОАТУУ — 0521081403. Население по переписи 2001 года составляет 855 человек. Почтовый индекс — 23143. Телефонный код — 4332.
Занимает площадь 2,601 км².
В селе действует храм Воздвижения Креста Господнего Жмеринского благочиния Винницкой епархии Украинской православной церкви и Свято-Троицкий старообрядческий храм Киевской и всея Украины епархии Русской православной старообрядческой церкви.

### История
Российская империя
По результатам Всероссийской переписи 1858 г. в селе Жуковцы насчитывалось 166 ревизских душ (мужчин) и 174 женщины (источник — ГАВиО Ф-Д-200 Описание 1 Дело 628 страница 14зв).
В 1859 г. владельцем села был помещик Семашко Иван Николаевич — Коллежский Секретарь Винницкой Уездного Комитета по продаже горячих напитков. Ему принадлежало в это время 165 ревизских душ (источник — ГАВиО Ф-Д-200 Описание 1 Дело 232 страница 26зв).
В 1863 в селе Жуковцы Семашко имел в собственности 173 ревизские души (источник — ГАВиО Ф-Д-206 Описание 1 Дело 4 страница 108).
В 1890 г. в наличии в Жуковцах было 250 мужчин и 245 женщин (источник — ГАВиО Ф-Д-200 Описание 1 Дело 628 страница 14зв).

## Адрес местного совета
23143, Винницкая область, Жмеринский р-н, с. Жуковцы, ул. Кирова, 98